# Jiří Liška
Jiří Liška (12. května 1949 Havlíčkův Brod – 1. března 2025) byl český zvěrolékař a politik ODS, po sametové revoluci československý poslanec Sněmovny lidu Federálního shromáždění a v letech 1996–2010 senátor Parlamentu České republiky. V Senátu zastával po určité období posty místopředsedy komory a předsedy klubu ODS. V letech 1994 až 2002 a opět pak 2012 až 2014 byl starostou města Jičín, v letech 2017 až 2025 člen Rady ÚSTR.

## Vzdělání, profese a rodina
Po ukončení Střední zemědělské školy v Hradci Králové (1964–68), nastoupil na Vysokou školu veterinární v Brně, kterou absolvoval v roce 1974. Do sametové revoluce pracoval jako veterinář v Praze, Táboře a Jičíně. S manželkou Zuzanou měl dva syny, Petra a Jana.
Zemřel dne 1. března 2025 ve věku 75 let po krátké těžké nemoci.

## Politická kariéra
V roce 1990 se stal přechodně předsedou Městského národního výboru v Jičíně. Ve volbách roku 1992 byl jako člen ODS, respektive za koalici ODS-KDS, zvolen do Sněmovny lidu ČSFR (volební obvod Východočeský kraj). Ve Federálním shromáždění setrval do zániku Československa v prosinci 1992. V letech 1994–2002 pak působil v úřadu starosty Jičína.
Do horní komory parlamentu byl poprvé zvolen v roce 1996, znovuzvolen v letech 1998 a 2004 za volební obvod č. 37 – Jičín. Působil zde mj. jako místopředseda Senátu a předseda klubu ODS. Ve volbách 2010 svůj mandát senátora neobhájil, přestože v prvním kole porazil sociálního demokrata Josefa Táborského v poměru 27,21 % ku 24,97 % hlasů, ovšem ve druhém kole Táborský zvítězil se ziskem 54,09 % hlasů.
V roce 2011 se stal členem dozorčí rady státní společnosti Lesy České republiky.
V září 2012 byl opět zvolen starostou Jičína, když se městské zastupitelstvo dostalo do krize a nebylo schopné tři měsíce zvolit starostu. Liška byl jedinou osobou, na které nakonec panovala shoda. V komunálních volbách v roce 2014 již nekandidoval, v listopadu 2014 jej ve funkci starosty vystřídal Jan Malý. V prosinci 2017 byl zvolen členem Rady Ústavu pro studium totalitních režimů. Znovu byl zvolen v prosinci 2022.
V komunálních volbách v roce 2022 byl zvolen jako nestraník za ODS zastupitelem města Jičín, a to na kandidátce subjektu „Občanská demokratická strana s podporou STAROSTŮ a nezávislých kandidátů“.